# 美因河畔卡尔
美因河畔卡尔（德語：Kahl am Main，官方拼写为，發音：[ˈkaːl ʔam ˈmaɪn]）是德国巴伐利亚州下弗兰肯行政区阿沙芬堡县的市镇，面积10.64平方千米，2023年12月31日人口为8,403人。